# Lista de prefeitos de Borborema (São Paulo)
Esta é a lista de prefeitos e vice-prefeitos do município de Borborema, estado brasileiro de São Paulo.:
| Nº | Nome                                        | Partido | Vice-prefeito                            | Início do mandato      | Fim do mandato          | Observações                                                                                                 |
| 1  | Flávio Antônio Simões                       | PRP     | —                                        | 1º de janeiro de 1926  | 31 de dezembro de 1927  | Intendente                                                                                                  |
| 2  | Manoel Silveira Bueno                       | PRP     | —                                        | 1º de janeiro de 1928  | 30 de dezembro de 1929  | Intendente                                                                                                  |
| 3  | João Bento dos Passos                       | PRP     | —                                        | 31 de dezembro de 1929 | 24 de outubro de 1930   | Intendente                                                                                                  |
| 4  | Manoel R. S. Calheiros                      | PRP     | —                                        | 25 de outubro de 1930  | 1º de maio de 1933      | Prefeito nomeado                                                                                            |
| 5  | Arlindo Carlos Figueiredo                   | PRP     | —                                        | 1º de agosto de 1933   | 10 de março de 1934     | Prefeito nomeado                                                                                            |
| 6  | Dante Cordilhone                            | PRP     | —                                        | 11 de março de 1934    | 28 de fevereiro de 1935 | Prefeito nomeado                                                                                            |
| 7  | Jonas Baptista                              | PRP     | —                                        | 1º de março de 1935    | 1º de março de 1936     | Prefeito nomeado                                                                                            |
| 8  | Ozório Prudenciano de Souza                 | PRP     | —                                        | 2 de março de 1936     | 1º de março de 1937     | Prefeito nomeado                                                                                            |
| 9  | João Batista Rangel                         | PP      | —                                        | 2 de março de 1937     | 17 de setembro de 1938  | Prefeito nomeado                                                                                            |
| 10 | Manoel Silveira Bueno                       | PP      | —                                        | 18 de setembro de 1938 | 31 de dezembro de 1941  | Prefeito nomeado                                                                                            |
| 11 | Joaquim Martins Carvalho                    | PP      | —                                        | 1º de janeiro de 1942  | 31 de dezembro de 1944  | Prefeito nomeado                                                                                            |
| 12 | Manoel Silveira Bueno                       | PP      | —                                        | 1º de janeiro de 1945  | 31 de dezembro de 1946  | Prefeito nomeado                                                                                            |
| 13 | Osvaldo Finck                               | PP      | —                                        | 1º de janeiro de 1947  | 31 de dezembro de 1947  | Prefeito nomeado                                                                                            |
| 14 | Hermes Fernandes Vasques                    | PDC     |                                          | 1º de janeiro de 1948  | 31 de dezembro de 1951  | Prefeito eleito                                                                                             |
| 15 | Júlio Luiz Pegorin                          | PSP     |                                          | 1º de janeiro de 1952  | 31 de dezembro de 1955  | Prefeito eleito                                                                                             |
| 16 | Hermes Fernandes Vasques                    | PSP     |                                          | 1º de janeiro de 1956  | 31 de dezembro de 1959  | Prefeito eleito                                                                                             |
| 17 | José Augusto Perotta                        | ARENA   |                                          | 1º de janeiro de 1960  | 31 de dezembro de 1963  | Prefeito eleito                                                                                             |
| 18 | Horácio Alves Pereira                       | ARENA   |                                          | 1º de janeiro de 1964  | 31 de dezembro de 1968  | Prefeito eleito                                                                                             |
| 19 | José Augusto Perotta                        | ARENA   |                                          | 1º de janeiro de 1969  | 31 de dezembro de 1972  | Prefeito eleito                                                                                             |
| 20 | Evilásio de Martin                          | ARENA   |                                          | 1º de janeiro de 1973  | 31 de dezembro de 1976  | Prefeito eleito                                                                                             |
| 21 | José Theodoro Puzzi                         | ARENA   |                                          | 1º de janeiro de 1977  | 31 de dezembro de 1982  | Prefeito eleito                                                                                             |
| 22 | José Carlos Biasotto                        | PMDB    |                                          | 1º de janeiro de 1983  | 31 de dezembro de 1988  | Prefeito eleito                                                                                             |
| 23 | Ubirajara Aparecido Martins                 | PL      |                                          | 1º de janeiro de 1989  | 31 de dezembro de 1992  | Prefeito eleito                                                                                             |
| 24 | José Carlos Biasotto                        | PMDB    |                                          | 1º de janeiro de 1993  | 31 de dezembro de 1996  | Prefeito eleito                                                                                             |
| 25 | Ribamar de Souza Baptista                   | PMDB    |                                          | 1º de janeiro de 1997  | 31 de dezembro de 2000  | Prefeito eleito                                                                                             |
| 26 | José Carlos Biasotto                        | PMDB    |                                          | 1º de janeiro de 2001  | 31 de dezembro de 2004  | Prefeito eleito                                                                                             |
| 27 | Jorge Feres Júnior, Júnior Turco            | PT      | Vladimir Antonio Adabo (PT)              | 1º de janeiro de 2005  | 31 de dezembro de 2008  | Prefeito e vice eleitos em sufrágio universal                                                               |
| 27 | Jorge Feres Júnior, Júnior Turco            | PT      | Vladimir Antonio Adabo (PT)              | 1º de janeiro de 2009  | 31 de dezembro de 2012  | Prefeito e vice reeleitos em sufrágio universal                                                             |
| 28 | Virgílio do Amaral Filho, Virgilinho Amaral | PSDB    | Antonio Carlos Torres de Arruda (PSB)    | 1º de janeiro de 2013  | 16 de março de 2016     | Prefeito e vice eleitos em sufrágio universal cujo titular teve o mandato cassado pela Câmara de Vereadores |
| —  | Antonio Carlos Torres de Arruda             | PSB     | —                                        | 21 de novembro de 2015 | 7 de dezembro de 2015   | Vice-prefeito eleito no cargo de Prefeito que renunciou ao cargo                                            |
| —  | Florisvaldo Pazini, Batata                  | PT      | —                                        | 17 de março de 2016    | 31 de dezembro de 2016  | Presidente da Câmara no cargo de Prefeito                                                                   |
| 29 | Vladimir Antonio Adabo                      | PEN     | Sheila Maria Gonçalves de Oliveira (PEN) | 1º de janeiro de 2017  | 31 de dezembro de 2020  | Prefeito e vice eleitos em sufrágio universal                                                               |
| 29 | Vladimir Antonio Adabo                      | PATRI   | Sheila Maria Gonçalves de Oliveira (PL)  | 1° de janeiro de 2021  | 31 de dezembro de 2024  | Prefeito e vice reeleitos em sufrágio universal                                                             |
| 30 | Sheila Maria Gonçalves de Oliveira          | PL      | Ricardo de Almeida França (UNIÃO)        | 1° de janeiro de 2025  | Atualidade              | Prefeito e vice eleitos em sufrágio universal                                                               |

## Históricos dos prefeitos
- Flávio Antônio Simões

Governou Borborema de 1926 a 1927. Os passos depois da emancipação política foram difíceis, desmembrado do município de Itápolis (SP), tinha que se organizar por sua conta. As arrecadações de impostos iam além de cinqüenta contos de réis. O novo município talvez necessitado para o pagamento das despesas urgentes, por intermédio de sua câmara fez um empréstimo de 120 contos de réis a juros de 1% ao mês, capitalizados semestralmente, adquiridos de um capitalista de Amparo (SP).
Houve discussões e acirrados debates na câmara a propósito desse empréstimo e, por não concordarem com o mesmo, foram eliminados os vereadores José Laporta e Pedro Claudino, substituídos pelos suplentes. Esse empréstimo que ficou pesado ao município só foi resgato integralmente em 1936.
Em sua homenagem, a cidade possui uma rua com seu nome, indo da Vila Cristina até o Jardim Herculândia II. Era natural de Ibitinga (SP), onde nasceu em 20 de setembro de 1883, permaneceu toda a sua vida em Borborema. Trabalhou na campanha em prol a criação do Distrito de Paz de Borborema, exercendo o cargo de Subdelegado de Polícia. Faleceu em 1935.
- Manoel Silveira Bueno

Governou Borborema de 1928 a 1929. Em sua homenagem uma das maiores escolas estaduais da cidade possui o seu nome, localizada na área central, na Rua Fernão Salles.
Quando foi eleito prefeito pela 1ª vez, a população comemorou com bailes que se prolongaram durante meses, todos os sábados.
- João Bento dos Passos

Governou Borborema de 1929 a 24 de outubro de 1930, após a revolução. Em 1929, na eleição para prefeito, houve empate de votos entre André Resende de Freitas e João Bento dos Passos, sendo esse empossado por ser mais velho. Mas foi destituído do cargo pela revolução federal de Washington Luiz Pereira de Souza.
Em sua homenagem, uma das ruas centrais recebeu seu nome, a rua localiza-se praticamente no coração da cidade. Esta rua também é utilizada para a realização de eventos, e aos finais de semana, torna-se o point para jovens os borboremenses.
João Bento era natural de Ibitinga (SP), mas passou toda a sua juventude neste município, trabalhou na campanha para a criação do Distrito de Paz e do município. Como cidadão, foi um dos políticos leais, merecendo toda a confiança dos seus correligionários e a simpatia de seus adversários.
- Manoel R. S. Calheiros

Governou Borborema de outubro de 1930 a maio de 1933. Organizou trabalhos internos da Prefeitura, corrigiu as taxas dos impostos em consideração ao contribuinte. Pagou dívidas atrasadas, cobrou dividas ativas, melhorou muito as estradas, denominou ruas da cidade, organizou uma guarda noturna, promoveu a limpeza das ruas e terrenos urbanos, retificou o Córrego do Sapé, criou um serviço de inspeção de higiene para combater a maleita no município, estabeleceu tabela para a venda de gêneros de primeira necessidade, fiscalizando com rigor.
O município progrediu em todos os setores, fundo o Clube Recreativo Borboremense (CRB), de grata memória instalando a 1ª rádio da cidade, também foi um dos fundadores da Companhia de Estradas de Ferro Douradense.
O levante de 9 de julho de 1932, teve o apoio integral do povo paulista. Traídos na ultima hora, somente com a ajuda do Sul e do Mato Grosso, arcou com as conseqüências dessa luta desigual. Borborema atendeu o chamado. Drº Calheiros que era alagoano governava o município, e na época o delegado de policia era o pernambucano Drº Marcelo Chagas Aroucha, ambos nortistas.
O Prefeito Manoel Calheiros, nomeou uma comissão formada por Dante Cordilhone, Manoel Silveira Bueno, Salim Buhian e José da Silva Corrêa (Juqueta), para receber donativos para a Revolução.
- Arlindo Carlos Figueiredo

Governou Borborema de agosto de 1933 até 10 de março de 1934. Efetivou os funcionários municipais que até então eram contratados ou provisórios. No seu governo foi instalado o Distrito Policial da Vila Orestina. Os limites arbitrariamente tracejados foram: Rio Tietê da divisa de Novo Horizonte (SP), até a barra do Ribeirão dos Fugidos, por este acima até o Córrego do Cedro, por este acima até encontrar a cabeceira do Córrego do Dourado, descendo até o Córrego do Espírito Santo, atravessando este, com a mesma direção até a divisa do município com Novo Horizonte, daí em diante até o Rio Tietê onde se iniciou a demarcação.
- Dante Cordilhone

Governou Borborema de março de 1934 a fevereiro de 1935. Em sua homenagem, no Jardim Primavera, há uma rua com seu nome, cortando o bairro por completo.
Adquiriu um caminhão para aguar as ruas poeirentas da cidade, negociou a compra de um terreno destinado a mudança do cemitério para fora do perímetro urbano.
- Jonas Baptista

Governou Borborema de março de 1935 a março de 1936. Nessa época o conserto e conservação das estradas eram feitas turmas de enxadeiros e o plainamento com liois, para isso, foi adquirido pela prefeitura uma junta de bois.
Foram batizadas algumas ruas de nossa cidade: a 9 de Julho, a Major Claudino do Nascimento, a Pedro José dos Passos, além de inúmeras outras. Em seu mandato foi resgatado o empréstimo realizado pelo 1º Prefeito.
No período que governou Borborema, nossa cidade possuía um grupo escolar, com um diretor e oito professores e na zona rural, escolas isoladas. Em seu mandato iniciou-se as obras de construção do leito e as terraplanagens da estrada de ferro, pelo empreiteiro Romão Cedron, um dos entusiastas do plano.
- Ozório Prudenciano de Souza

Governou em 1936. Em sua homenagem, há uma rua no Jardim Ouro Verde com seu nome, que corta o bairro por completo, oeste a leste terminando no Jardim Altos do Ouro Verde. Nesta rua se localiza uma emissora de rádio local. A incompatibilidade dos governantes municipais, chegou ao ponto de a Câmara votar a cassação do mandato de prefeito, em março de 1937 por 5 votos a 2, foram contrários Antonio A. Rigueiro e Teodoro Gonçalves. Essa decisão não foi efetivada devido ao golpe de estado em 1937, que dissolveu os legislativos federais, estaduais e municipais, implantando o Estado Novo de Getúlio Vargas. Sendo Ozório mantido no cargo.
Em seu governo realizou a reforma da balsa e regularizou o serviço de travessia no Porto Nicolau, no Tietê, restabelecendo a comunicação com a rica zona do outro lado do rio, tributaria de Borborema. Terminou a compra da chácara de 6 alqueires para a mudança do cemitério que ficou pronto em outubro de 1936. Estabeleceu acordo com a Companhia Paulista para a construção do Matadouro Municipal, pois o anterior devia ser desapropriado para o prolongamento a Estrada de Ferro até a vizinha cidade de Novo Horizonte (SP).
Aumentou a iluminação pública para as ruas mais afastadas do centro urbano, construiu retificando a estrada que liga o município a cidade de Itajobi (SP), em acordo com o prefeito daquela cidade. Pagou dividas do malfadado empréstimo que se tornava oneroso aos cofres municipais. Continuou o sargeteamento da cidade, nesta administração se realizou o primeiro recenseamento do município que estimou a população em 23.700 habitantes.
O Prefeito Ozório recebeu uma proposta do Bispo Diocesano para a compra, por parte do município, dos terrenos aforados do Patrimônio de São Sebastião, pela importância de 55 contos de réis, pagável em prestações, o que não deu certo devido às divergências políticas.
- João Batista Rangel

Governou em 1937. Assinou contrato com Nicolau Pizzolante para a abertura de ruas, sem restrições para a prefeitura em terrenos de sua propriedade. Assim, mais de cinco alqueires de terras forma incorporados ao perímetro urbano (12 quarteirões). Foram instaladas três máquinas de beneficio de algodão, residências e mais tarde o Grupo Escolar.
Na qualidade de engenheiro, fez a retificação do alinhamento das ruas da cidade, porque, até então, as casas eram construídas obedecendo ao critério do mais ou menos. Nesse tempo, foram abolidos os impostos sobre os cafeeiros, pastaria, criação e porteiras nas estradas e criado o Imposto Territorial Urbano e Imóveis Rurais.
- Manoel Silveira Bueno

Governou de 1938 a 1941. Empossado na Prefeitura Municipal, em 18 de setembro de 1938, no final deste ano a violência das águas fluviais, levaram todas as pontes existentes então sobre o Córrego do Sapé, que ligava as duas partes da cidade. Mesmo com orçamento apertado, a prefeitura inicia obras para normalizar o trânsito público, no inicio de 1939, reconstruindo uma das quatro pontes destruídas.
Também em 1939, iniciou-se o sargeteamento das principais ruas da cidade, já em 1940, tratou da manutenção e conservação das estradas e rodovias do município.
Para corresponder ao grande movimento comercial, foi fundado o primeiro estabelecimento bancário. Em seu mandato o cultivo de algodão esteve em alta e com isso entrou muito dinheiro em nosso município. A Casa Bancária Borborema S/A, começou a funcionar em janeiro de 1939, com o capital de 250 contos de réis. Com o passar dos anos, o rendimento do algodão foi diminuindo no final do seu mandato. Em 1941, agravado pela circunstância de o tempo não ajudar, a média da produção caiu ao nível de menos de 650 quilos por alqueire. Foi o fim.
Neste mandato, segundo antigos moradores da cidade, foi aberta a estação ferroviária em 1938, pois nesse ano, ela já tinha até chefe e relatório da Companhia Paulista, de 1950, dão a data de 12 de março de 1939, para essa abertura, o que pode indicar que essa teria sido a inauguração oficial ou mesmo a liberação da linha para o transporte de passageiros. É certo também que o telegrafista Nicodemos foi o primeiro chefe auxiliar da estação.
A estrada de ferro, tornou-se realidade quando a Companhia Paulista a incorporou a Douradense. Seus engenheiros, entre eles o Drº Cuba, em pouco tempo, terminavam a construção e começavam a correr os trens. Em Borborema no ano de 1939 e em Novo Horizonte (SP), em 1941.
- Joaquim Martins Carvalho

Governou de 1942 a 1944. Há na cidade, em sua homenagem uma rua com seu nome, a segunda principal via do município, cortando a cidade por completo no sentido norte – sul, desde o Jardim Primavera até o Jardim Ouro Verde. Fez contrato para a colocação de guias para sargeteamento das ruas da cidade, em 2200 metros.
Comprou da “Sanbra” o terreno de um quarteirão, todo cercado de muro, onde estava instalada a Usina Beatriz, destinado a construção do Grupo Escolar, hoje atual E.E. “Manoel Silveira Bueno”.
O Avante Futebol Clube (AFC), por intermédio do prefeito obteve o fechamento do seu campo com madeira e na entrada, instalações que lhe deram aparência de estádio municipal.
Conquistou para Borborema uma ponte metálica sobre o Rio Tietê, oferta do engenheiro Drº Masson, aproveitando-se o material de uma ponte metálica desmontada e encostada, do acervo da Companhia Douradense em via de ser incorporada à Companhia Paulista.
- Manoel Silveira Bueno

Governou de 1945 a 1946. Durante seu 3º mandato, o Brasil participava da 2ª Guerra Mundial, sendo tempos difíceis para o município. Nesse período, os aparelhos de rádio de japoneses, alemães, italianos e de seus descendentes foram apreendidos. Para se viajar, mesmo para os municípios vizinhos, era só mediante salvo-conduto e com prazo determinado. A situação era agravada com a distribuição, por quotas, de gêneros alimentícios, com tabela de preços rigorosamente controlada.
Deu-se consequentemente, o esvaziamento da população do município. Trabalhadores, em grande parte, representantes da força viva da produção local, não suportaram essas medidas drásticas e, às vezes humilhantes.
Chegaram a ser fretados trens especiais para o transporte de japoneses e seus pertences, que se mudavam em massa do município. Calculava-se esse verdadeiro êxodo entre 7 a 8 mil habitantes naqueles dias de guerra.
- Osvaldo Finck

Governou durante 1947. Era natural de Taiuva (SP), formou-se pela Faculdade de Medicina de Curitiba (PR), em 22 de dezembro de 1934. Residia em Borborema desde 1936, dado seu zelo e profissionalismo, contava com um bom número de pacientes em nosso município.
Como médico, liberou verbas para auxílios e subvenções que reverteram em benefícios dos municípios: ao serviço de tracoma, para o asilo Colônia Amorés de Bauru (SP), amparo a maternidade e a infância, e aos indigentes.
Iniciou os trabalhos para a aquisição do Ginásio, prometido pelo governador na sua campanha eleitoral.
- Hermes Fernandes Vasques

Governou de 1948 a 1951. Em sua homenagem, um dos mais populares e tradicionais bairros da cidade recebeu seu nome, popularmente conhecido como Vila Hermes. Em seu mandato foi adquirido um caminhão novo para os serviços municipais e uma motoniveladora, a primeira adquirida pelo município.
Em sua gestão a Praça da Matriz deu novo aspecto ao centro urbano, iniciou-se a construção do Paço Municipal, onde hoje se localiza o Fórum. Obteve do governo estadual a liberação de verba para a construção do Grupo Escolar “Manoel Silveira Bueno”.
Borborema deu um passo à frente, as ruas da cidade foram aplainadas e niveladas com guias e sarjetas, as estradas, mesmo as vicinais, eram constantemente trabalhadas e dotadas de mata-burro e pontes. O Governador da época, o Excelentíssimo Dr. Adhemar de Barros, que deu-nos a honra de hospedá-lo. Foi uma viagem especialmente dedicada ao nosso município.
- Júlio Luiz Pegorin

Governou de 1952 a 1955. Há no Jardim Ouro Verde, em sua homenagem, uma rua que corta o bairro de oeste a leste. Dedicou-se na área da educação a dotar a zona rural com dez escolas construídas, em diferentes bairros. Finalizou a construção do Paço Municipal, dotando-o com instalações condignas, mobiliário adequado, principalmente para os trabalhos do legislativo que funcionava no mesmo prédio.
Adquiriu terrenos doados pela Prefeitura ao Estado, destinados a construção do Posto de Puericultura (hoje, Centro de Saúde), Delegacia e Cadeia. Foi construído o prédio próprio do Centro Telefônico anexo a Prefeitura.
Foram adquiridos veículos para serviços de irrigação, limpeza pública e transporte. Adotou tubos de cimento para a construção de bueiros, dando mais consistência e durabilidade aos serviços de conservação de estradas. Pleiteou e conseguiu a construção de uma balsa para o Porto Nicolau, no Tietê. Em seu mandato também foi instalada em nossa cidade a Caixa Econômica Estadual, autônoma.
- Hermes Fernandes Vasques

Governou de 1956 a 1959. Neste mandato, em outubro de 1956, foi iniciada a construção do Ginásio Estadual “Dom Gastão Liberal Pinto”, pela Prefeitura, auxiliada com empréstimos dos contribuintes. A criação desse estabelecimento de Ensino Médio foi pleiteada na Câmara Estadual, pelo Deputado Geraldo Silveira Bueno. O Ginásio começou a funcionar em 1958.
Neste mandato foi instalado o serviço de água encanada para os prédios urbanos, melhoramento que já se fazia sentir, pela existência de cisternas inconvenientemente próximas as fossas sanitárias. Foi construído pelo Governo Estadual, o Posto de Puericultura. A cidade ganhou aspecto de cidade jardim pela arborização das ruas principais.
- José Augusto Perotta

Governou de 1960 a 1963. Em seu mandato Borborema conquistou a Casa da Lavoura, a reforma do Grupo Escolar, aumentando a quantidade de salas, construiu a Delegacia e Cadeia, a ponte sobre o Rio das Pedras, dando acesso a rodovia estadual, construiu a ponto sobre a Rua José Rosa da Silva, conquistou auxilio para a reforma de outras pontes da cidade e entregou um parque infantil.
- Horácio Alves Pereira

Governou de 1964 a 1968. Era filho de família pobre da zona rural de Penápolis (SP), foi para São Paulo (SP), aos 15 anos, perseguindo seu sonho: ser médico. Morou na Santa Casa de Misericórdia, trabalhando e estudando enfermagem, onde ele dizia que havia sido acolhido pelas freiras do local.
Participou como enfermeiro da Revolução de 1932. Cursou a Faculdade de Medicina da Praia Vermelha no Rio de Janeiro (SP), hoje extinta. Ingressou na rede pública de saúde, sendo designado para o Posto de Itápolis (SP), cidade onde casou com Maria de Lourdes Camargo Pereira e vindo a ser médico do Hospital e Maternidade São Lucas.
Estabeleceu-se em Borborema em 1943, onde além do exercício médico, ocupou os cargos de Vereador, Vice-Prefeito e Prefeito. Foi o 18º Prefeito Municipal, obtendo a vitória por pequena margem de quatro votos. Durante seu mandato conseguiu a reinstalação dos telefones após quarenta anos de espera.
Anos depois, voltou para São Paulo, onde se aposentou clinicamente no Posto da Lapa. Com seu falecimento, deixou filhos, netos, bisnetos, amigos e o grande legado de amor por Borborema, que do fundo do seu coração, era sua cidade natal.
Hoje em sua homenagem o Centro de Educação e Recreação, leva seu nome.
- José Augusto Perotta

Governou de 1969 a 1972. Nesta gestão, foram asfaltadas diversas ruas entre elas, a Jornalista Quintino Bocaiúva. Realizou obras de rede de esgoto e construiu a Antiga Rodoviária. Logo após seu mandato, houve uma denuncia de um sepultamento irregular, tendo ele que se dirigir até o município de Itápolis (SP).
No caminho veio a colidir com uma árvore, vitimando seu acompanhante, vindo ele há falecer alguns dias depois. A noticia de sua morte chocou a população borboremense, que em homenagem a ele, deram o seu nome a Praça Central, onde se localiza o Palácio 21 de Março, sede do Poder Executivo.
- Evilásio de Martin

Governou de 1973 a 1976. Em sua gestão foi realizada a reforma da rede de iluminação do Ginásio Estadual “Dom Gastão Liberal Pinto”, adquiriu uma nova balsa para a travessia entre Borborema e Reginópolis (SP). Neste mandato, o Prefeito Evilásio instalou a CIRETRAN em nosso município, realizou a construção de galerias no Córrego do Sapé e adquiriu uma Pá Carregadeira para a frota do município.
Em sua gestão foi gravado em nossa cidade o filme “O Menino da Porteira”. Evilásio também exerceu o cargo de vereador por três mandatos, faleceu em 11 de abril de 2004, no Hospital São Sebastião, sendo velado na Câmara Municipal.
Em sua homenagem, o atual prédio da Câmara Municipal recebeu seu nome.
- José Theodoro Puzzi

Governou de 1977 a 1982. Em sua homenagem, há uma rua com seu nome, que vai desde a Vila Quirino até a Vila Mariana. José Theodoro Puzzi foi eleito com 1.194 votos, era um homem simples, de pequena estatura, sempre foi uma figura popular, residia em nossa cidade há 30 anos, também foi presidente da Câmara Municipal.
Quando foi prefeito, a população borboremense era de 11.000 habitantes, em sua economia destacava-se o café, milho e principalmente o tomate, além da pecuária. José Theodoro Puzzi teve como companheiro de chapa, o senhor Romão Matheus Viu.
Era um prefeito de grande prestigio, que realizava o “Natal dos Pobres”, distribuindo presentes para as crianças carentes da cidade, este seu gesto ocorreu por 24 anos.
- José Carlos Biasotto

Governou de 1983 a 1988. Nesta gestão, Borborema recebeu inúmeras melhorias em todas as áreas. Os borboremenses tiveram um sonho realizado, enfim, era inaugurado o tão esperado Hospital São Sebastião, já o Centro de Saúde passou por reformas e a instalação do 1º gabinete dentário, farmácia e sala para coleta de Papanicolau. O Jardim Primavera, ganhou uma bela praça com parque infantil. Com sua intervenção e persistência finalmente se construiu o prédio da E.E. “Dom Gastão Liberal Pinto”, ainda na área educacional em 23 de março de 1985, era inaugurado a E.E. “Profª Leonilda Lopes Biasotto”.
Na área de saneamento os jardins Alvorada e Ouro Verde, receberam um reservatório com capacidade para 200 mil litros, a Rua Arcângelo Presotto recebeu a instalação da rede de água de seis polegadas. Em sua gestão, Borborema ganhou um novo bairro, denominado de Vila Mariana, recebendo toda a infra-estrutura necessária, como água, esgoto, energia elétrica, guias, sarjetas, asfalto, arborização e urbanização, onde recebeu uma grande avenida conhecida como “Da Saudade”. O Distrito da Vila Orestina recebeu serviço de água e a cidade ganhou o tão esperado Ginásio de Esportes e o Estádio Municipal “Rezendão” teve seus vestiários, iluminação e arquibancadas finalizadas.
A Avenida Nicolau Pizzolante foi revitalizada na sua gestão, tendo seus canteiros e calçadas recuperados e prolongados. Foram 30km de pavimentação asfáltica executadas na sua administração, o município também ganhou um Matadouro Municipal, já que o antigo era constantemente alagado pelas cheias do Ribeirão dos Fugidos, que nesta administração teve seu curso alterado. Essas foram algumas da inúmeras obras e benfeitorias realizadas na sua administração, mas não podemos deixar de citar as construções de pontes, aumento da frota municipal, criação dos símbolos municipais e as instalações do Fórum Distrital e do Palácio 21 de Março.
- Ubirajara Aparecido Martins

Governou de 1989 a 1992. O Prefeito Bira, como era conhecido, foi o primeiro prefeito a conceder auxilio para estudantes universitários que frequentavam escolas em municípios distantes, as escolas municipais passaram obrigatoriamente a realizar preventivamente, exames oftalmológicos, em todos os alunos.
Em sua gestão construiu galerias de águas pluviais na Rua Quintino Bocaiúva, entre as Ruas José De Martin e Comendador Júlio Luiz Pegorin, em direção ao Ribeirão dos Fugidos, ergueu a ponte na Avenida Vergílio Ribeiro da Silva sobre o Córrego do Sapé.
Na educação fez inúmeras melhorias como a implantação na merenda escolar, do suco de laranja e inaugurou a 1ª unidade da Creche Municipal. Também entregou a população inúmeras praças como a da Vila Hermes e a do Jardim Ouro Verde. Nosso município ganhou mais um bairro, hoje conhecido como Vila Quirino. Borborema também ganhou mais um Centro Cultural, mas o grande destaque de sua gestão foi a atenção destinada a área social.
- José Carlos Biasotto

Governou de 1993 a 1996. Foi nesta gestão que foi autorizada a queima de cana-de-açúcar. Instituiu-se no município o Plano de Saúde Bucal, voltado à prevenção odontológica nas escolas do município.
José Carlos também realizou reformas nos prédios da E.E. “Manoel Silveira Bueno” e E.E. “Dom Gastão Liberal Pinto”. Apoio para seu sucessor o advogado Dr. Ribamar de Souza Baptista.
Borborema também ganhou na parte cultural, pois em sua gestão foi fundada a Fanfarra Municipal “Maestro Vicente Cappi” e o município começou a organizar os Festivais de Bandas e Fanfarras, apreciado pela população.
- Ribamar de Souza Baptista

Governou de 1997 a 2000. Em sua gestão realizou reformas, melhorias e ampliações nos prédios do Fórum, Casa da Agricultura, Matadouro Municipal, Hospital São Sebastião, onde instalou o Pronto Socorro Municipal, também realizou obras na 1ª unidade da Creche Municipal.
Na gestão do Drº Ribamar, foi realizado o calçamento da Avenida José Lourenço De Martin. O Santuário da Vila Hermes, ganhou uma praça atualmente conhecida como “Largo Nossa Senhora Aparecida”, com um belo coreto, denominado de “Coreto José Comandini”.
Drº Ribamar é lembrado por muitos borboremenses pelas grandes festas que realizava no município, sendo ele que iniciou o Carnaval de Rua em nossa cidade, também começou a Folia de Santos Reis, realizada durante todo o seu mandato.
Uma das suas obras mais importantes e que é selo postal do município é a Praia do Juqueta, principal atrativo turístico de nossa cidade.
- José Carlos Biasotto

Governou de 2001 a 2004. Nesta gestão, construiu a ponte sobre o Ribeirão dos Fugidos, no prolongamento da Rua Giácomo Marini. Isentou do pagamento de taxas de inscrição para Processo Seletivo ou Concurso Público Municipal, as pessoas que comprovassem, através de documentação, a doação de sangue no mesmo ano, no hospital local ou hemonúcleos. Também criou os serviços de Vigilância Sanitária, Vigilância Epidemiológica e Controle de Zoonoses.
Teve uma administração bastante conturbada, chegando ao ponto de a Câmara Municipal cassar seu mandato, mas, através de uma decisão da Justiça Eleitoral, terminou o mandato que os eleitores borboremenses o haviam confiado.
- Jorge Feres Júnior

— Governou de 2005 a 2008. Jorge Feres driblou as dificuldades financeiras e, com muito trabalho, sanou dividas da Prefeitura Municipal. Logo no início de seu mandato, realizou o sonho de todos os borboremenses, implantou a Comarca de Borborema. Construiu duas novas unidades do CER “Drº Horácio Alves Pereira” e readequou a 1ª unidade, também construiu um prédio para a Secretaria Municipal da Educação, Cultura e Esportes, que há anos necessitava de um local adequado, aumentou a frota escolar e adquiriu livros para a biblioteca municipal.
A saúde também foi prioridade em seu mandato, criou três postos do Programa Saúde da Família (PSF), reformou e adequou o prédio do Centro de Saúde, construiu e ampliou a farmácia municipal, criou o Centro de Agendamento, aumentou o repasse financeiro para o Hospital São Sebastião e adquiriu novos veículos e equipamentos para a saúde. Nesta gestão de Jorge Feres Junior, a prefeitura Municipal adquiriu a maior frota de sua história, foram 26 veículos, onde, desde o inicio, se preocupou em ter uma frota de qualidade, além dos veículos adquiridos, reformou grande parte dos já existentes.
Realizou asfaltamento nos bairros Herculândia, São Sebastião, Vila Cristina, Ouro Verde, Maria Lopes Biasotto, Vila Orestina, nas entradas da cidade e ligações de bairros. Foi realizada a recuperação de guias, construção de sarjetões, pintura de guias e sarjetas, operações tapa-buracos, além de inúmeras outras melhorias nas áreas de agricultura, meio ambiente, saneamento, desenvolvimento, turismo, esporte, desenvolvimento social, habitação, segurança e cultura.
— Governou de 2009 a 2012. Neste mandato inaugurou o Museu Histórico Municipal, iniciou inúmeras obras como um novo portal de entrada do município, um ginásio de esportes na Vila Maria Lopes Biasotto, a 2ª Unidade da EMEIF "Profª Ana Rosa" e as obras de ampliação do Centro de Saúde. Inaugurou a praça e o Posto de Saúde da Vila Cristina.
- Virgílio do Amaral Filho

Governou de 2013 a 2016. Virgilinho teve uma administração conturbada devido a crise financeira do país e não contou com o apoio da Câmara Municipal. Finalizou as obras iniciadas por seu antecessor e em sua gestão a frota municipal foi ampliada com novos veículos. Nosso município teve a honra de receber o Governador Geraldo Alckmin  e a tristeza de  um trágico acidente vitimar 13 borboremenses.
Com poucos recursos o município viu sua divida municipal aumentar e uma suposta compra irregular de pneus, fez com que a Câmara Municipal cassasse o mandato de Virgílio do Amaral, em 19 de novembro de 2015. Foi empossado o vice-prefeito Dr. Antonio Carlos Torres de Arruda, que após constatar que o orçamento do município estava totalmente comprometido e os fornecedores estavam todos com o pagamento atrasado, renunciou ao cargo em 7 de dezembro de 2015. Após a renuncia o presidente da Câmara, Florisvaldo Pazini assumiu o Poder Executivo, mas em 16 de dezembro de 2015, Virgílio do Amaral Filho voltou a ser o Chefe do Poder Executivo após ter entrado com um recurso, afirmando que não teve o direito a defesa e a Justiça concedeu uma liminar  para que ele regressasse ao cargo.
Em 16 de março de 2016, o município novamente troca de administrador, devido a renuncia do prefeito municipal. Virgílio do Amaral Filho por entender que não havia mais condições de continuar administrando o município sem o apoio do apoio da Câmara Municipal. Os outros motivos que o teriam levado a renunciar foi a falta de recursos que o município enfrentava, com a diminuição de verbas por parte dos governos estadual e federal.
O município está sendo administrado novamente por Florisvaldo Pazini.